# 普雷舍灣
普雷舍灣（英語：Pressure Bay）是南極洲的海灣，位於維多利亞地的彭內爾海岸，處於伍德角和生日角之間，寬6公里，在1911年由英國探險隊繪入地圖和命名。
71°25′S 169°20′E / 71.417°S 169.333°E